# Orlane Kanor
Orlane Kanor (Les Abymes, 1997. június 16. –) világ- és Európa-bajnok, olimpiai ezüstérmes Guadeloupe-i születésű francia válogatott kézilabdázó, a Ferencvárosi TC játékosa.

## Pályafutása

### Klubcsapatokban
Orlane Kanor Guadeloupe-i származású, pályafutását a Zayen-La Morne csapatában kezdte. 2015-ben költözött Franciaországba, ekkor lett a Metz Handball játékosa. A 2016-2017-es szezonban debütált az első csapatban, ahol a Xenia Smits sérülését követően kapott lehetőséget a bizonyításra. A következő szezonban már rendszeres játéklehetőséget kapott csapatában, amellyel bajnoki címet nyert és a Bajnokok Ligájában is bemutatkozhatott. A Metz csapatával 2017-ben, 2018-ban, 2019-ben és 2022-ben megnyerte a francia bajnokságot, 2017-ben, 2019-ben és 2022-ben pedig a Francia Kupát. 2021 áprilisában Achilles-ín-szakadást szenvedett, és többhónapos kihagyás várt rá. A 2022-2023-as idénytől a román Rapid București játékosa. 2024 nyarától a Ferencvárosi TC játékosa.

### A válogatottban
Olivier Krumbholz szövetségi kapitány 2017 februárjában hívta be először a francia válogatott keretébe a Golden League elnevezésű felkészülési tornára, de csak júniusban, egy Norvégia elleni mérkőzésen mutatkozott be a csapatban.
Első világversenye a 2017-es világbajnokság volt, amelyen aranyérmet nyert a válogatottal. 2018-ban Európa-bajnoki aranyérmet nyert a hazai rendezésű kontinenstornán, majd két évvel később ezüstérmet a dániai Európa-bajnokságon. A 2021-es világbajnokságon az ezüstérmes francia válogatott tagja volt. 2023-ban világbajnok, A 2024-es párizsi olimpián ezüstérmes a francia csapattal..

## Sikerei, díjai
- Francia bajnok: 2017, 2018, 2019, 2022
- Francia Kupa-győztesː 2017, 2019, 2022
- Magyar kupa-győztes: 2025